# Appartements Linton
Les Appartements Linton (également connu sous le nom de Le Linton ) est un immeuble d'appartements situé à Montréal, Québec, Canada. Il est situé au 1509, rue Sherbrooke Ouest sur les anciens jardins de la maison David-Lewis dans le Mille carré doré.
Le Linton a été conçu par Samuel Arnold Finley et David Jerome Spence. Inauguré en 1908, il possède dix étages et mesure 31,63 m de hauteur. Son architecture appartient au style Beaux-Arts. Sa façade et son ornementation sont en terre cuite.

## Description
Le Linton est le plus grand immeuble d’appartements à Montréal lors de son inauguration. La terre cuite utilisée pour la façade en fait un immeuble distinctif. Répartis sur dix étages, on y retrouve une centaine d’appartements de tailles diverses, de trois à neuf pièces. Au centre du bâtiment, un ascenseur permet d’accéder aux étages et à de longs corridors qui forment un double « H ». L'immeuble est pourvu de plusieurs services, encore peu répandus à l'époque : ascenseur, chauffage central, glacière, poêle au gaz et électricité, en plus d'un service de conciergerie. Autre trait distinctif, certaines pièces au rez-de-chaussée sont mises à la disposition des locataires : une salle de rangement, une salle de banquet, une salle de réception et un café.